# El Salvador en los Juegos Paralímpicos de Pekín 2008
El Salvador estuvo representado en los Juegos Paralímpicos de Pekín 2008 por una deportista femenina. El equipo paralímpico salvadoreño no obtuvo ninguna medalla en estos Juegos.